# Dimargarodes meridionalis
Dimargarodes meridionalis är en insektsart som först beskrevs av Morrison 1927.  Dimargarodes meridionalis ingår i släktet Dimargarodes och familjen pärlsköldlöss. Inga underarter finns listade i Catalogue of Life.